# Las Puercas
Las Puercas är en ort i Mexiko.   Den ligger i kommunen Jonuta och delstaten Tabasco, i den sydöstra delen av landet, 800 km öster om huvudstaden Mexico City. Las Puercas ligger 6 meter över havet och antalet invånare är 165.
Terrängen runt Las Puercas är mycket platt. Runt Las Puercas är det ganska tätbefolkat, med 52 invånare per kvadratkilometer. Närmaste större samhälle är Playa Larga, 1,8 km nordväst om Las Puercas. Omgivningarna runt Las Puercas är en mosaik av jordbruksmark och naturlig växtlighet.